# Saint-Jean-Baptiste (Québec)
Pour les articles homonymes, voir Saint-Jean-Baptiste.
Saint-Jean-Baptiste est une municipalité dans la municipalité régionale de comté de La Vallée-du-Richelieu au Québec (Canada), située dans la région administrative de la Montérégie.

## Toponymie
Saint-Jean-Baptiste constitue la forme abrégée de Saint-Jean-Baptiste-de-Rouville.
L'élément Rouville, qui figure dans son nom d'origine, fait référence à seigneurie de Rouville où elle était située. Le constituant Jean-Baptiste fait référence au prénom du seigneur.

## Histoire
La paroisse est fondée en 1797 et érigée canoniquement en 1846 et civilement en 1859. En 1998, la municipalité de Saint-Jean-Baptiste fut détachée du territoire de la MRC de Rouville pour être intégrée à celui de la MRC de La Vallée-du-Richelieu. La municipalité de la paroisse de Saint-Jean-Baptiste est devenue la municipalité de Saint-Jean-Baptiste en 2003.

## Géographie
Située entre les monts Saint-Hilaire et Rougemont, cette municipalité est à proximité de Montréal. 
À partir de son crénon, dans le nord-est, la rivière des Hurons coule vers le sud-ouest en passant au nord de l'agglomération.

## Démographie
| 1991  | 1996  | 2001  | 2006  | 2011  | 2016  | 2021  |
| ----- | ----- | ----- | ----- | ----- | ----- | ----- |
| 2 953 | 2 913 | 2 704 | 3 035 | 3 191 | 3 107 | 3 179 |

## Administration
Les élections municipales se font en bloc et suivant un découpage de six districts.
| Saint-Jean-Baptiste Maires depuis 2001                                                                               |                |                      |          |
| Élection | Maire          | Qualité              | Résultat |
| 2001 | Jacques Durand | Maire depuis 1997    | Voir     |
| 2005 | Jacques Durand | Maire depuis 1997    | Voir     |
| 2009 | Jacques Durand | Maire depuis 1997    | Voir     |
| 2013 | Marilyn Nadeau | Mairesse depuis 2013 | Voir     |
| 2017 | Marilyn Nadeau | Mairesse depuis 2013 | Voir     |
| 2021 | Marilyn Nadeau | Mairesse depuis 2013 | Voir     |
| Élection partielle en italique Depuis 2005, les élections sont simultanées dans toutes les municipalités québécoises |                |                      |          |

## Économie
Le tourisme en est la principale activité économique, principalement dû aux nombreux terrains de camping.
Son activité agricole se concentre sur la production de céréales à grande échelle ainsi que de la production animale (porcheries, poulaillers), mais également par la présence de plusieurs centres de location équestre et de pépinières.

### Tourisme
Elle est reconnue pour son camping le Domaine de Rouville qui accueille plusieurs milliers de visiteurs par année et dont le terrain de golf est réputé à la grandeur du Québec.

## Personnalités liées
- Pierre Curzi, acteur et ancien député de Borduas
- Patricia Paquin

## Galerie

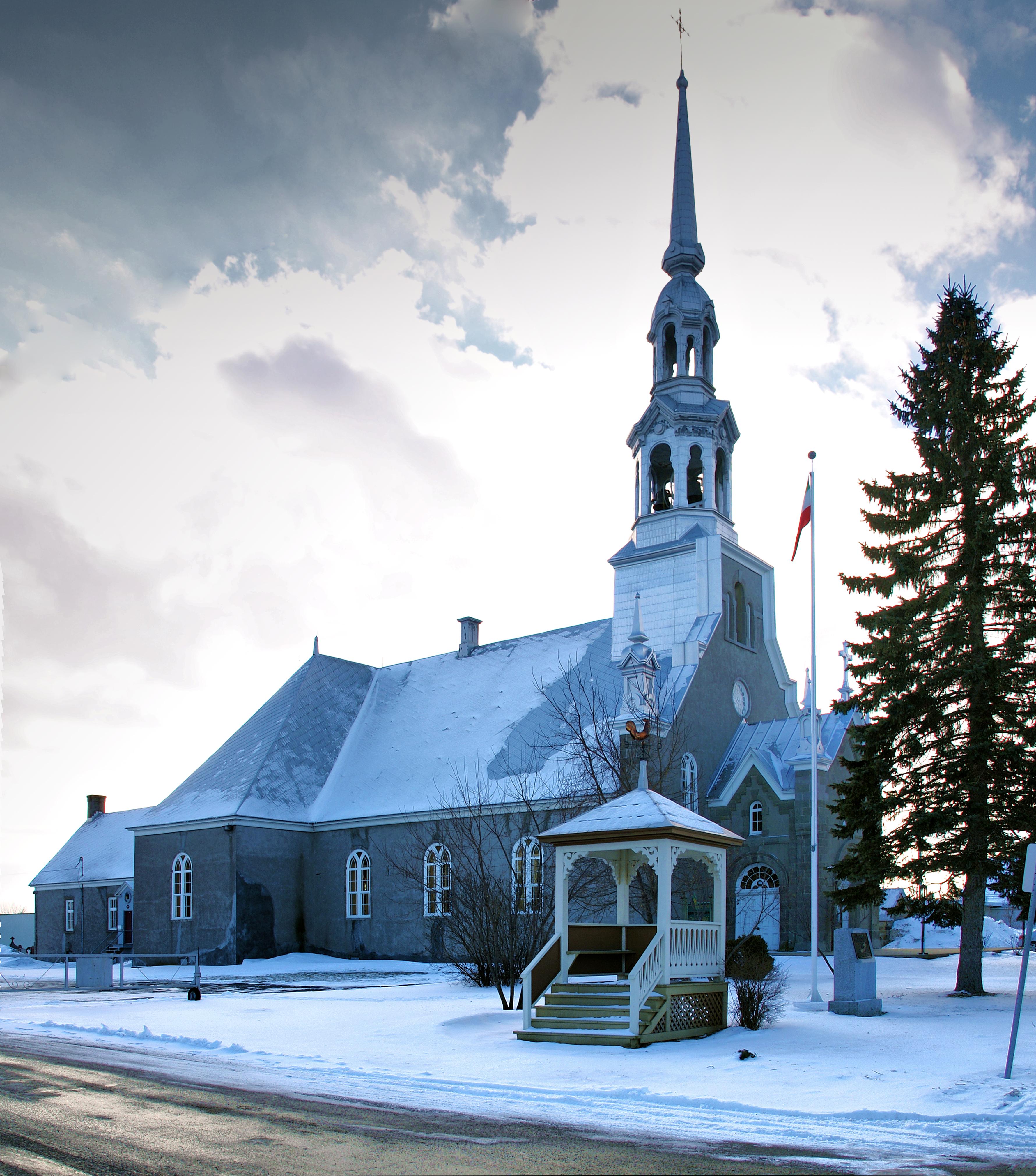
L'église Saint-Jean-Baptiste avec son kisoque de la criée en avant-plan.
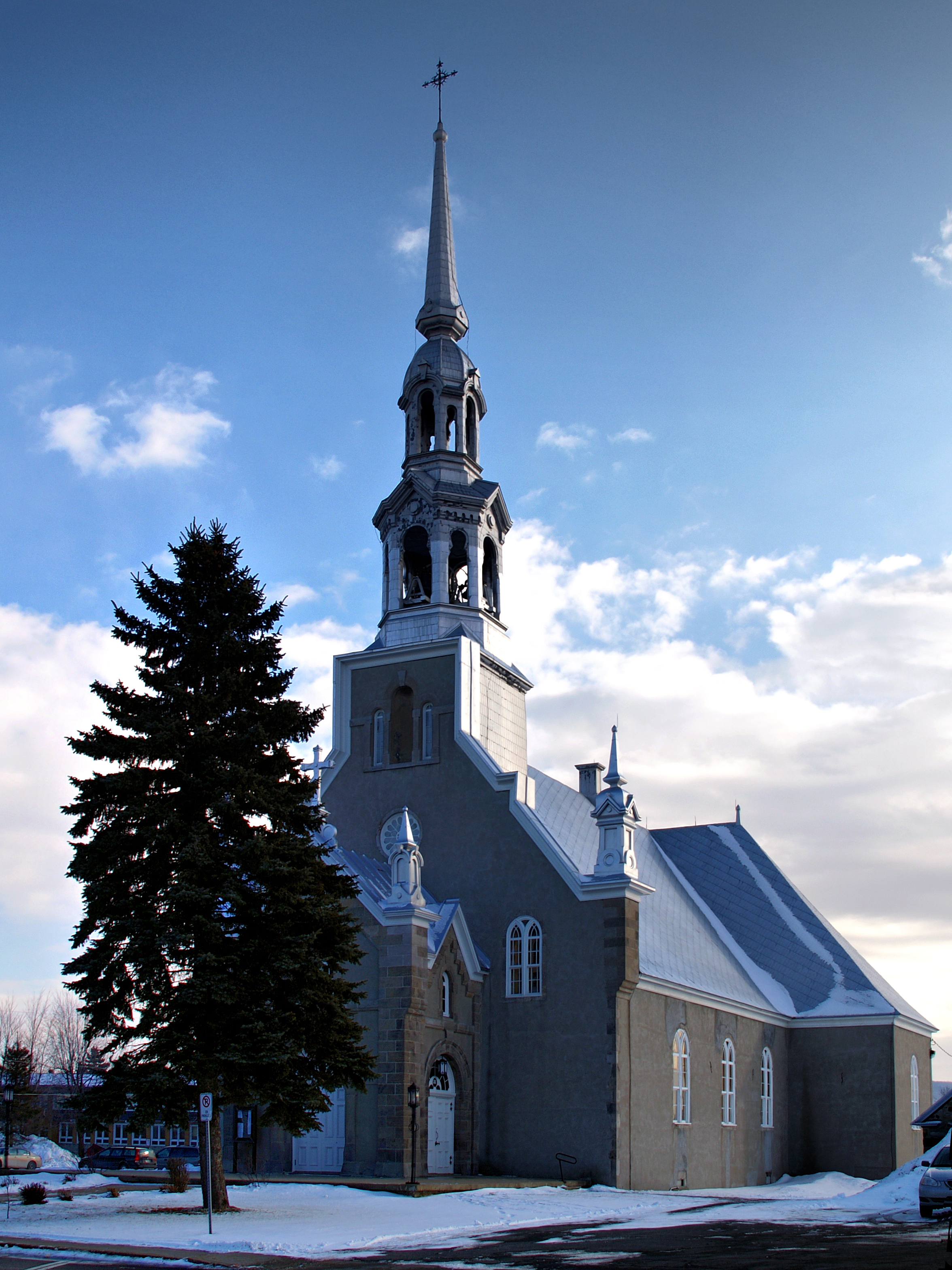
Vue antérieure.
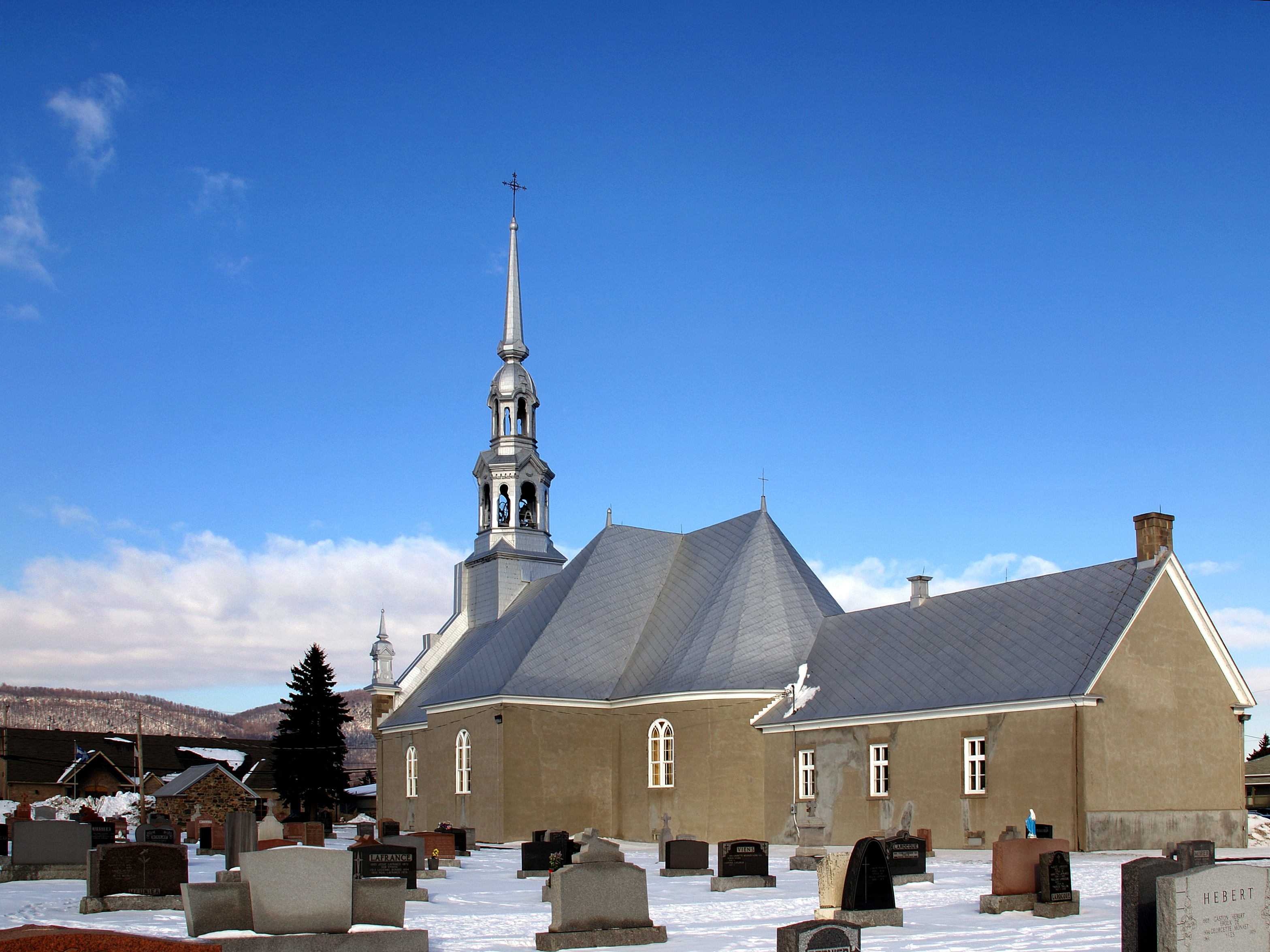
Vue arrière avec le cimetière.
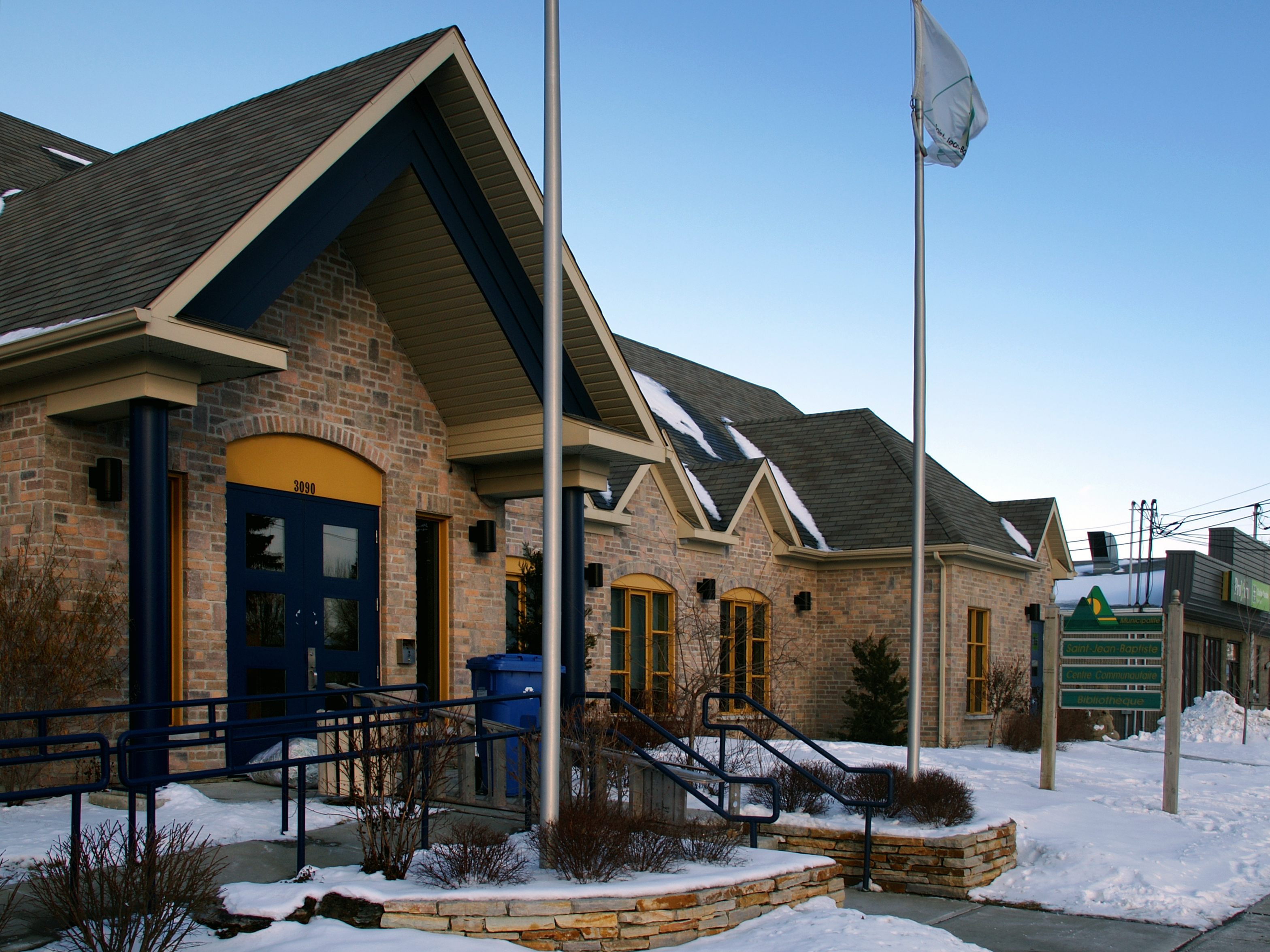
Le centre communautaire.